# Loders Croklaan
Loders Croklaan is een bedrijf in Wormerveer, Zaandam en op de Maasvlakte dat zich bezighoudt met de productie van speciale vetten voor met name de levensmiddelenindustrie. Vetten kunnen "op maat" gemaakt worden zodat ze bijvoorbeeld een bepaald smelttraject of hardheid hebben. Dergelijke vetten kunnen bijvoorbeeld gebruikt worden als vervanging van cacaoboter in chocolade-achtige producten, of als vervanging van bijenwas om te voorkomen dat snoepgoed aan elkaar kleeft. Ook worden deze vetten toegepast als coating op gebakken producten  om te voorkomen dat het gebak zacht wordt door het vocht in de vulling. Voorbeelden hiervan zijn ijshoorntjes en pizzabodems.

## Geschiedenis
In 1632 kreeg molen "De Engel" een windbrief om lijnzaad te slaan. In 1843 kwam de molen in handen van Teunis Crok. Deze verving in 1872 de windmolen door een stoomolieslagerij. In 1891 startten Dirk Crok en zijn schoonzoon Jan Laan het bedrijf Crok & Laan. Niettemin bezat men nog de oliemolen De Bonte Hen, die pas in 1927 verkocht werd.
In 1910 stopten zij met de productie van lijnzaadolie en begonnen kopra en palmpitten tot oliën en vetten te verwerken. Dit was nieuw voor de Zaanstreek. De aldus gewonnen vetten werden geraffineerd en gehard zodat ze voor voedingsmiddelen gebruikt konden worden. De kinderboekenschrijver Dick Laan heeft tot 1934 in de directie van dit bedrijf gefungeerd. Kapitaal werd aangetrokken bij familieleden Laan en andere Zaanse fabrikanten die zakelijk en via familiebanden nauw met elkaar verbonden waren. Zo kwam het bedrijf in 1936 in handen van de Nederlandsche Linoleumfabriek, die gerelateerd was aan de familie Kaars Sijpesteijn. Een telg uit deze familie, ir. Willem Kaars Sijpesteijn, speelde een rol bij de verdere uitbouw van de fabricage. In 1950 werden jaarlijks 10 kton grondstoffen in de perserij verwerkt en 5 kton in de raffinaderij. In 1951 brandde oliefabriek "Engel III" af, maar de opvolger ervan kon het jaar daarop reeds 35 kton palmpitten per jaar verwerken.
Vervolgens werd getracht om specialiteiten te ontwikkelen, wat begon met een palmit-stearine die toegepast kon worden in de cacao-industrie. Er verscheen in 1953 een proeffabriek. Men trachtte ook merkartikelen te vervaardigen, zoals Crokvitol en Crox halvarine op basis van zonnebloemolie. Dit faalde in 1969 door toedoen van de felle concurrentie van het Unilever-merk Becel. In 1970 werd het bedrijf van Bloemendaal & Laan, toen onderdeel van Duyvis, overgenomen. Ook dit bedrijf perste palmpitolie in haar walserij Palmex.
In 1971 werd het na een aantal fusies ontstane Croklaan door Unilever overgenomen en samengevoegd met Loders & Nucoline Ltd., een Engels bedrijf in dezelfde branche. Binnen Unilever werden er nog enige bedrijven geïntegreerd en zo ontstond in 1987 Loders Croklaan B.V.
In het kader van de herstructurering van Unilever werd Loders Croklaan in december 2002 verkocht aan de IOI Group, een Maleisisch bedrijf dat in zijn thuisland vooral actief is in de productie van palmolie. Sindsdien heeft Loders Croklaan naast haar vestiging in Wormerveer ook een grote palmolieterminal op de Maasvlakte laten bouwen, die voorzien is van de grootste palmolieraffinaderij en fractioneerderij van Europa. In 2010 werd hier nog een nieuwe fabriek bijgebouwd.

## Kritiek
Maatschappelijke- en milieu organisaties hebben kritiek geuit of IOI group, het moederbedrijf van Loders Croklaan. Greenpeace documenteerde in 2008 de vernietiging van veengebieden en leefgebieden van Orangutans in het verslag Burning up Borneo, gevolgd door een tweede verslag in 2015; Under Fire. Ook is het bedrijf door de Finse organisatie Finnwatch beschuldigd van ernstige arbeidsrechtenschendingen op zijn Maleisische plantages, waaronder het innemen van paspoorten van werknemers, het verstrekken van contracten in talen die arbeiders niet begrepen, het beperken van het recht tot vakbondsvereniging, en het uitbetalen van lonen die ver onder het minimumloon liggen.
Na een klacht van de organisatie AidEnvironment in april 2015, zijn de RSPO-certificaten van de IOS Group geschorst met ingang van april 2016. Enkele klanten hebben hierdoor hun klandizie opgeschort. Op 27 september publiceerde Greenpeace een rapport, waarin het al IOI’s overtredingen registreert.
In augustus 2016 is de schorsing opgeheven nadat de klagende partijen met IOI Group een plan van aanpak zijn overeengekomen. Als gevolg hiervan heeft IOI Group verbeteringen doorgevoerd en rapporteert IOI Group alle voortgang op duurzaamheid in een online dashboard, waardoor iedereen rechtstreeks inzage heeft in de stand van zaken.
Daarnaast is de implementatie van het duurzaamheidsbeleid verder uitgebreid. Het bedrijf eist nu van leveranciers die palmolie aan IOI Group leveren dat zij ook volgens dezelfde voorwaarden handelen en aan dezelfde strenge eisen voldoen.

## Trivia
- Voormalig minister-president Mark Rutte is assistent-manager geweest bij Loders Croklaan.